# Born Lucky
Born Lucky is een Britse muziekfilm uit 1933 onder regie van Michael Powell. De film is wellicht zoekgeraakt.

## Verhaal
Mops is een Londens weesmeisje met een schitterende stem. Met behulp van de knappe auteur Frank Dale breekt ze door als een radiozangeres.

## Rolverdeling
| Acteur           | Personage  |
| ---------------- | ---------- |
| Talbot O'Farrell | Turnips    |
| René Ray         | Mops       |
| John Longden     | Frank Dale |
| Ben Welden       | Harriman   |
| Helen Ferrers    | Lady Chard |
| Barbara Gott     | Kokkin     |
| Paddy Browne     | Patty      |
| Roland Gillett   | John Chard |